# Глушко Василь Павлович
Василь Павлович Глушко (10 січня 1982, м. Калинівка, Вінницька область, Українська РСР, СРСР — 14 травня 2022, Костянтинівка, Вітовський район, Миколаївська область, Україна) — український військовик, молодший сержант.

## Життєпис
Василь Глушко народився 10 січня 1982 року в місті Калинівка, Вінницької області. Навчався в Калинівській загальноосвітній школі № 1. Закінчив Новогребельське профтехучилище.
Працював на Калинівському машинобудівному заводі токарем по металу. В подальшому працював на Корделівському комбікормовому заводі.

## Російське вторгнення в Україну (2022)
З першого дня російського вторгнення був призваний до лав Збройних сил України. Ніс військову службу в складі десятого батальону 59-тої окремої мотопіхотної бригади сухопутних військ. 13 травня 2022 року був важко поранений унаслідок  обстрілу російських військ в Миколаївській області. Загинув від поранень 14 травня 2022 року у військовому шпиталі, отриманих мінометним обстрілом днем раніше.

## Родина
В героя залишилися дві доньки Маргарита,Анна та дружина Віта.